# 1986年バスケットボール女子アジア選手権
1986年バスケットボール女子アジア選手権（The 11th Basketball Asia Championship for Women）は、マレーシア・クアラルンプールで開催された第11回バスケットボール女子アジア選手権。6月1日から8日までの期間で開催された。
中国が5大会ぶり2度目の優勝を飾った。この大会は1986年世界選手権のアジア予選を兼ねており、中国・韓国・チャイニーズタイペイの3ヶ国が出場権を得た。日本は4位に終わり、1964年の初出場以来続いていた世界選手権連続出場が途切れた。

## 最終結果
| 順位 | 国           |
| ---- | ------------ |
| 1    | 中国         |
| 2    | 韓国         |
| 3    | 中華台北     |
| 4    | 日本         |
| 5    | タイ         |
| 6    | マレーシア   |
| 7    | インド       |
| 8    | シンガポール |
| 9    | シリア       |
| 10   | スリランカ   |